# Lou Tellegen
Lou Tellegen, all'anagrafe Isidor Louis Bernard Edmon van Dommelen, (Sint-Oedenrode, 26 novembre 1881 – Hollywood, 29 ottobre 1934), è stato un attore, regista e sceneggiatore olandese.
Lavorò negli Stati Uniti recitando in una quarantina di pellicole, girate quasi tutte esclusivamente nel periodo del muto.

## Biografia
Nato Isidor Louis Bernard Edmon van Dommelen, era il figlio illegittimo del tenente Isidor Louis Bernard Edmon Tellegen (1836–1902) e di Anna Maria van Dommelen.
Lasciata la natìa Sint-Oedenrode, fece il suo debutto sul palcoscenico nel 1903, ad Amsterdam. Negli anni seguenti, riuscì a conquistarsi una buona reputazione come attore, tanto da farsi invitare a Parigi per recitare a fianco di Sarah Bernhardt, con cui ebbe una relazione amorosa. Nel 1910, esordì nel cinema proprio accanto alla divina Sarah in La Dame aux camélias, un film muto francese, dove sosteneva la parte di Armand. 

### Carriera
Nel 1910, Tellegen e Sarah Bernhardt viaggiarono negli Stati Uniti dove il New York Times annunciò - e poi ritrattò - la notizia di un matrimonio tra i due (l'attrice era più anziana di lui di 37 anni e aveva già subito l'incidente che la portò poi all'amputazione totale della gamba destra). Di ritorno in Francia, i due attori interpretarono insieme un altro film, Les Amours de la reine Élisabeth e, l'anno seguente, Adrienne Lecouvreur.

### Vita privata
Dal 1903 al 1905, Tellegen fu sposato con la scultrice Jeanne de Brouckère. Nel 1916, si sposò con la cantante lirica Geraldine Farrar con la quale girò qualche film. La Farrar, che era diventata famosa anche come attrice, protagonista in alcuni dei film all'epoca più importanti di Cecil B. DeMille, accusò il marito di svariati tradimenti. Il matrimonio durò fino al 1920. Dopo il secondo divorzio, Tellegen sposò nel 1923 Nina Romano. Divorziarono nel 1928. L'ultimo matrimonio di Tellegen, con Eve Casanova, durò dal 1930 al 1932. 
Nel 1934, l'attore si suicidò sdraiandosi nudo in un circolo di ritagli, fotografie e locandine del suo passato cinematografico, per poi infierire su se stesso con un paio di forbici fino a sventrarsi.

## Filmografia
Filmografia completa, secondo l'IMDb.

### Attore
- La Dame aux camélias, regia di Louis Mercanton (1911)
- Les Amours de la reine Élisabeth, regia di Henri Desfontaines e Louis Mercanton  (1912)
- Adrienne Lecouvreur, regia di Henri Desfontaines e Louis Mercanton (1913)
- The Explorer, regia di George Melford (1915)
- The Unknown, regia di George Melford (1915)
- The Victory of Conscience, regia di Frank Reicher (1916)
- Gentlemen (The Victoria Cross), regia di Edward LeSaint  (1916)
- The Black Wolf, regia di Frank Reicher (1917)
- The Long Trail, regia di Howell Hansel  (1917)
- The World and Its Woman, regia di Frank Lloyd (1919)
- Flame of the Desert, regia di Reginald Barker (1919)
- La donna e il burattino (The Woman and the Puppet), regia di Reginald Barker (1920)
- Let Not Man Put Asunder, regia di J. Stuart Blackton (1924)
- Scadenza tragica (Between Friends), regia di J. Stuart Blackton (1924)
- Single Wives, regia di George Archainbaud (1924)
- The Breath of Scandal, regia di Louis J. Gasnier (1924)
- Those Who Judge, regia di Burton L. King (1924)
- Greater Than Marriage, regia di Victor Halperin (1924)
- The Redeeming Sin, regia di J. Stuart Blackton (1925)
- Fair Play, regia di Frank Hall Crane (1925)
- The Verdict, regia di Fred Windemere (1925)
- Parisian Nights, regia di Alfred Santell (1925)
- After Business Hours, regia di Malcolm St. Clair (1925)
- The Sporting Chance, regia di Oscar Apfel (1925)
- Parisian Love, regia di Louis J. Gasnier (1925)
- With This Ring, regia di Fred Windemere (1925)
- East Lynne, regia di Emmett J. Flynn (1925)
- Borrowed Finery, regia di Oscar Apfel (1925)
- The Outsider, regia di Rowland V. Lee (1926)
- Siberia, regia di Victor Schertzinger (1926)
- The Silver Treasure, regia di Rowland V. Lee (1926)
- I tre furfanti (3 Bad Men), regia di John Ford (1926)
- Womanpower, regia di Harry Beaumont (1926)
- Stage Madness, regia di Victor Schertzinger (1927)
- The Princess from Hoboken, regia di Allen Dale (1927)
- The Little Firebrand, regia di Charles Hutchison (1927)
- Married Alive, regia di Emmett J. Flynn (1927)
- To oneiron tou glyptou, regia di Lou Tellegen (1930)
- Enemies of the Law, regia di Lawrence C. Windom (1931)
- Caravane, regia di Erik Charelle (1934)
- Together We Live, regia di Willard Mack (1935)

### Regista
- What Money Can't Buy (1917)
- The Things We Love (1918)
- No Other Woman (1928)
- To oneiron tou glyptou (1930)

### Sceneggiatore
- To oneiron tou glyptou, regia di Lou Tellegen (1930)